# クリスチャン5世 (デンマーク王)
クリスチャン5世（デンマーク語: Christian 5.、1646年4月15日 - 1699年8月25日）は、デンマーク＝ノルウェーの王（在位：1670年 - 1699年）。

## 生涯
フレゼリク3世とブラウンシュヴァイク＝カレンベルク公ゲオルクの娘ゾフィー・アマーリエの長子として、シュレースヴィヒ公国のフレンスブルクで誕生した。1667年5月14日、ヘッセン＝カッセル方伯ヴィルヘルム6世の娘シャルロッテ・アマーリエとニューケビング（Nykøbing）で結婚し、1670年2月9日に王位に就いた。イギリス女王アンの王配ヨウエンは弟、ハノーファー選帝侯兼イギリス王ジョージ1世は母方の従弟に当たる。
クリスチャン5世は勇敢で愛想よい人物であり、その故に市民の信望を集めていたと一般に考えられている。しかしそのイメージはスコーネ戦争においてスコーネ地方の奪還に失敗したことで傷つけられてしまった。この戦争はデンマークに何ももたらさなかったばかりでなく、その経済力に大きな悪影響を与えたのである。
彼が市民の人気を集めた理由のひとつには、デンマークの一般市民が国家機関で働くことを可能にしたこともあると考えられている。しかし、貴族層の力を削ごうとする彼の試みには、父王の目指した絶対王政主義の継承という側面もあった。貴族の地位を持たない人々に政府の役職を開放するために、クリスチャン5世はカウント（伯爵）とバロンの爵位を新しく設けた。このような径路で登用された一般市民には、1670年に王によってグリッフェンフェルト伯爵の称号を与えられ、1674年に高等顧問官となったペダー・シューマッハーがいる。
グリッフェンフェルト伯は有能な政治家で、フランスと同盟関係にあるスウェーデンを攻撃することでデンマークがどれほど危険な状態に自らを置くことになるかについて王よりもよく分かっていた。グリッフェンフェルト伯の予測した通り、講和条件を決定したのはフランスであり、スコーネ戦争では1675年から1679年の対スウェーデンの海上戦で勝利したにも拘わらず、スカンディナヴィア半島の国境線を変更するというデンマークの当初の願いをかなえることはできなかった。この戦争は政治的にも経済的にもデンマークにもたらすところはわずかであった。経済的打撃は大きく、そしてもっとも有能な助言者も、もはやクリスチャン5世の側にはいなかった。グリッフェンフェルト伯は1676年に敵対派の工作により売国奴として失脚させられ、残りの生涯を牢中で過ごすこととなったのである。
1679年のスコーネ戦争の講和条約フォンテーヌブロー条約は、スウェーデンの同盟国フランスから押し付けられたものであった。デンマークはこの戦争でスウェーデン領土の一部を占領していたにもかかわらず、フランスの軍事的圧力に屈し、領土を返還せざるを得ず、不満が募った。同様にフランスに主導権を握られてしまったスウェーデンもまた、反フランス感情が高まった。戦後、両国はこうした不満や感情の元で政策を転換し、フォンテーヌブロー条約に則ったルンド条約を新たに締結した。この条約でクリスチャン5世の妹ウルリカ・エレオノーラがスウェーデン王カール11世と結婚し、スウェーデンと同盟を結ぶ事となった。
クリスチャン5世は1683年に、デンマーク初の法典Danske Lovを発布した。1687年には同様の Norske Lov をノルウェーで発布している。また1688年には土地登記制度を導入し、税制の改革をはかった。神聖ローマ帝国でザクセン＝ラウエンブルク公領を巡る紛争が勃発、1693年にハンブルクで和議を締結、クリスチャン5世は伯父のリューネブルク侯ゲオルク・ヴィルヘルムのザクセン＝ラウエンブルク公領の領有を認めた。
スウェーデンから一歩も出たことがなく、ドイツ語とスウェーデン語しか話さないために外交使節が訪れた時に直接会話することができず、知性的ではないと見なされがちであったカール11世と似て、クリスチャン5世も教育がなく、顧問官達に依存していると同時代資料では見なされていることが多い。王自身もこのようなうわさを打ち消す方策を何も取らなかった。その回想録には「狩猟、情交、戦争、海事」が主な関心事であると記されている。
1699年、猟銃による事故の後遺症がもとで死去し、ロスキレ大聖堂に埋葬された。
クリスチャン5世には科学的知識や興味はなかったが、天文学者オーレ・レーマーの活躍により、その治世下にデンマークは科学の黄金時代を迎えた。

## 家族と子女

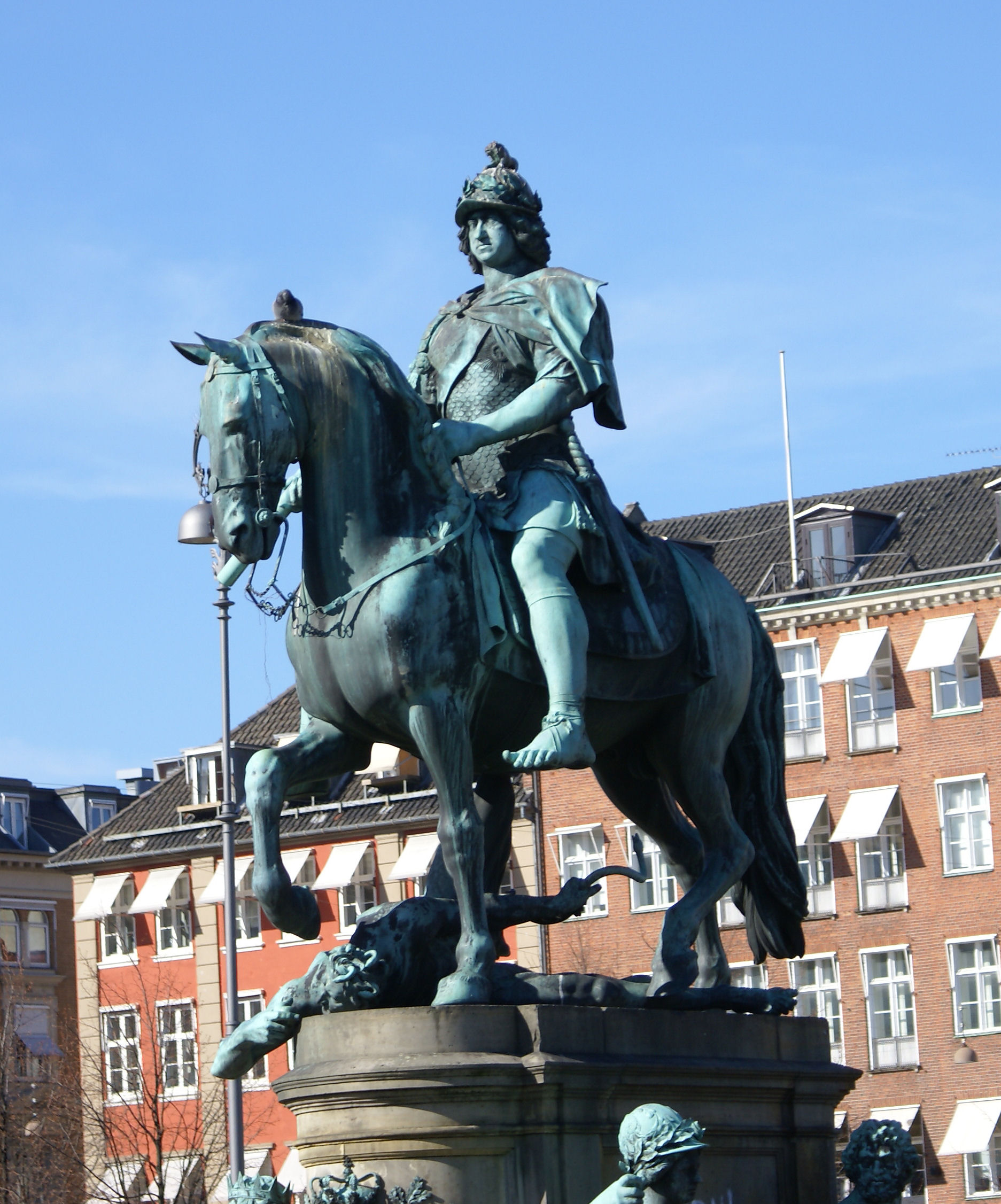
コペンハーゲンに立つクリスチャン5世騎馬像

クリスチャン5世には王妃シャルロッテ・アマーリエとの間に8人、愛人との間に5人の子供がいた。16歳の愛人ソフィーエ・アマーリエ・モート（1654年 - 1719年）を公然と宮廷に引き入れ、自らの妃を侮辱することもした。モートはクリスチャン5世の家庭教師ポール・モートの娘であったが、1677年12月31日には彼女を伯爵夫人にさえした。
王妃シャルロッテ・アマーリエとの間には8人（うち名前のない子供が1人）の子供がいたが、成人したのは3人だけである。
- フレゼリク4世（1671年 - 1730年）　デンマーク王
- クリスチャン・ヴィルヘルム（1672年 - 1673年）
- クリスチャン（1675年 - 1695年）
- ソフィーエ・ヘゼヴィ（1677年 - 1735年）
- クリスティアーネ・シャルロッテ（1679年 - 1689年）
- カール（1680年 - 1729年）
- ヴィルヘルム（1687年 - 1705年）

愛妾のソフィーエ・アマーリエ・モートとの間には5人の庶子をもうけたが、成人したのは2人のみである。
- クリスティアーネ・ギルデンレーヴェ（1672年 - 1689年）
- クリスチャン・ギルデンレーヴェ（1674年 - 1703年）
- ソフィーエ・クリスティアーネ・ギルデンレーヴェ（1675年）
- アンナ・クリスティアーネ・ギルデンレーヴェ（1676年）
- ウルリク・クリスチャン・ギルデンレーヴェ（1678年 - 1719年） サムセー伯爵

スコーネ戦争後、妹ウルリカ・エレオノーラがスウェーデン王カール11世に嫁ぐ。カール11世の母ヘトヴィヒ・エレオノーラはホルシュタイン＝ゴットルプ家出身であった。このような姻戚関係にも拘わらず、1689年には亡命中のホルシュタイン＝ゴットルプ公クリスティアン・アルブレヒトの後ろ盾を得たカール11世がデンマークに対して戦争を仕掛けるなど、緊張状態が生じた（ゴットルプ公領からクリスティアン・アルブレヒトを追放した事が原因で、クリスチャン5世はカール11世のみならず、神聖ローマ皇帝からも非難される事となったが、クリスチャン5世がクリスティアン・アルブレヒトに領国を返還した事でこの危険は回避された）。